# Memphis Bleek
Малік Дешаун Кокс (нар. 23 червня 1978, Нью-Йорк, США), більш відомий своїм псевдонімом Memphis Bleek, – американський репер, який був протеже  репера Jay-Z. Випустив чотири альбоми, перші два отримали золотий статус. Співпрацював з такими артистами, як Jay-Z, Beanie Sigel, Ja Rule, Cam'ron, Міссі Елліотт, T.I., Ріанна та ін.

## Біографія
Малік Кокс народився і виріс у Marcy Projects, в Бедфорд-Стуйвесанті (Бруклін) тому ж районі, що й Jay-Z.

## Музична кар'єра
Мемфіс Блік був одним із перших артистів, які підписали контракт з Roc-A-Fella, як протеже Jay-Z. Він з'являється в альбомах Jay-Z: Reasonable Doubt, Vol. 2... Hard Knock Life , Vol. 3... Life and Times of S. Carter, The Dynasty: Roc La Familia та The Blueprint 2: The Gift & The Curse . Першою офіційною появою Бліка стала «Coming of Age» з Reasonable Doubt. Після величезного успіху Hard Knock Life і викриття табору Roc-A-Fella (трек Мемфіса Бліка з вищезгаданого альбому Jay-Z «It's Alright», фактично потрапив у чарти Billboard).
Його дебютний альбом, Coming of Age, вийшов у 1999 році і зайняв 7 місце в Billboard 200, продавши 118 000 копій за тиждень. Ім'я «Мемфіс», яке, як пояснював репер, віддає шану сутенерам, було абревіатурою від «Making Easy Money, Pimping Hoes In Style», тоді як «Bleek» було псевдонімом у дитинстві, даним йому його молодшою сестрою. Після свого дебюту він випустив ще три альбоми: The Understanding, M.A.D.E. та 534 (The Understanding отримав золотий сертифікат RIAA). У проміжку між релізом The Understanding і M.A.D.E. він взяв трирічну перерву, під час якої піклувався про свого старшого брата, який серйозно постраждав у аварії на мотоциклі. На альбомі 534 в треку «The One» є перша офіційна участь молодої Ріанни у записі.

## Особисте життя
13 грудня 2014 року Кокс одружився з давньою партнеркою Ешлі Кумбс на вечірній церемонії в The Merion у Сінамінсоні, Нью-Джерсі, на якій був присутній Джей-Зі. У липні 2018 року Кокс оголосила про народження їх дочки. У Кокса також є син, який народився в червні 2002 року. Кокс є двоюрідним братом бруклінського репера Шона Прайса.

### Поява у відеоіграх
Мемфіс Блік — ігровий персонаж у відеогрі Def Jam: Fight for NY.

## Дискографія
Студійні альбоми
- Coming of Age (1999)
- The Understanding (2000)
- M.A.D.E. (2003)
- 534 (2005)

## Зовнішні посилання
- Мемфіс Блік на Myspace